# Primera División Femenina de España 2015-16
La temporada 2015-16 fue la 28.ª edición de la Primera División Femenina de fútbol. Se dio inicio a la competición el 6 de septiembre de 2015 y finalizó el 12 de junio de 2016. El Athletic Club ganó su quínto campeonato, convirtiéndose entonces en el club con más títulos.

## Sistema de competición
La competición la disputaron 16 equipos, que jugaron todos contra todos a doble partido (un partido en el campo de cada equipo), según el calendario previamente establecido por sorteo.
Los equipos puntúan en función de sus resultados: tres puntos por partido ganado, uno por el empate y ninguno por las derrotas. El club que sumara más puntos al término del campeonato se proclamaría campeón de liga y obtiene una plaza en la Liga de Campeones Femenina para la próxima temporada, a él se le suma el segundo clasificado. Asimismo, los ocho primeros clasificados disputaron la Copa de la Reina al término de la liga. Los dos últimos clasificados descenderían a Segunda División Femenina.

## Ascensos y descensos
| Pos. | Descendidos de 1.ª División |
| ---- | --------------------------- |
| 15.º | C. E. Sant Gabriel          |
| 16.º | Sevilla F. C.               |

| Pos. | Ascendidos de 2.ª División |
| ---- | -------------------------- |
| 1.º  | Oiartzun K. E.             |
| 2.º  | U.D.G. Tenerife            |

## Información de los equipos
| Equipo                          | Ciudad                | Entrenador                 | Estadio                         | Aforo  | Marca   | Patrocinador                 |
| ------------------------------- | --------------------- | -------------------------- | ------------------------------- | ------ | ------- | ---------------------------- |
| Athletic Club                   | Bilbao                | Joseba Aguirre             | Instalaciones de Lezama         | 1500   | Nike    | Euskaltel                    |
| Club Atlético de Madrid Féminas | Madrid                | Miguel Ángel Sopuerta      | Miniestadio Cerro del Espino    | 3500   | Nike    | Air Europa                   |
| C. D. Transportes Alcaine       | Zaragoza              | Alberto Berna              | Pedro Sancho                    | 1000   | Adidas  | Transportes Alcaine          |
| Fundación Albacete              | Albacete              | Milagros Martínez          | Ciudad deportiva Andrés Iniesta | 3000   | Hummel  | Nexus Energía                |
| Fútbol Club Barcelona           | Barcelona             | Xavi Llorens               | Ciudad deportiva Joan Gamper    | 950    | Nike    | Qatar Airways                |
| Levante Unión Deportiva         | Valencia              | Andrés Tudela Desantes     | El Terrer de Paiporta           | 400    | Nike    | Diputación de Valencia       |
| Oiartzun Kirol Elkartea         | Oyarzun               | Jon Alkorta                | Karla Lekuona                   | 1000   |         | Easo Motor                   |
| Oviedo Moderno Club de Fútbol   | Oviedo                | Emilio Fernández Cañedo    | Manuel Díaz Vega                | 1000   | Legea   | Alimerka                     |
| Rayo Vallecano de Madrid        | Madrid                | Alberto Ruiz de la Hermosa | Ciudad deportiva Rayo Vallecano | 2500   | Erreà   |                              |
| Real Club Deportivo Espanyol    | Cornellà de Llobregat | Antonio Polidano           | Ciutat Esportiva Dani Jarque    | 1000   | Puma    | Cancún, EMB                  |
| Real Sociedad de Fútbol         | San Sebastián         | Igor San Miguel            | Instalaciones de Zubieta        | 2500   | Adidas  | La Gula del Norte            |
| Santa Teresa C. D.              | Badajoz               | Juan Carlos Antúnez        | Estadio municipal Nuevo Vivero  | 15.198 |         | Al Corte                     |
| Sporting Club de Huelva         | Huelva                | Antonio Toledo             | Campos Federativos de La Orden  | 800    | Mercury | Cajasol                      |
| Unión Deportiva Collerense      | Palma de Mallorca     | José Antonio Sánchez Ros   | Can Caimari                     | 1000   | Erreà   | Reciclajes Pérez, Air Europa |
| U.D.G. Tenerife                 | Granadilla de Abona   | Antonio Ayala              | La Hoya del Pozo (El Médano)    | 1500   | Mercury | Egatesa                      |
| Valencia Féminas C. F.          | Valencia              | Cristian Toro              | Municipal de Beniferri          | 1000   | Adidas  | Bein Sports (España)         |

## Equipos por comunidad autónoma
| Com. autónoma      | N.º | Equipos                                       |
| ------------------ | --- | --------------------------------------------- |
| País Vasco         | 3   | Athletic Club, Oiartzun K. E. y Real Sociedad |
| Cataluña           | 2   | F. C. Barcelona y R. C. D. Espanyol           |
| Com. de Madrid     | 2   | Atlético de Madrid y Rayo Vallecano           |
| C. Valenciana      | 2   | Levante U. D. y Valencia C. F.                |
| Andalucía          | 1   | Sporting de Huelva                            |
| Aragón             | 1   | C. D. Transportes Alcaine                     |
| Asturias           | 1   | Oviedo Moderno C. F.                          |
| Castilla-La Mancha | 1   | Fundación Albacete                            |
| Extremadura        | 1   | Santa Teresa C. D.                            |
| Islas Baleares     | 1   | U. D. Collerense                              |
| Islas Canarias     | 1   | U.D.G. Tenerife                               |

## Clasificación
|  |     | Equipos                   |               | PJ | G  | E | P  | GF | GC | Dif. | Pts. |
|  | --- | ------------------------- | ------------- | -- | -- | - | -- | -- | -- | ---- | ---- |
|  | 1.  | Athletic Club (C)         | Sin cambios   | 30 | 25 | 3 | 2  | 75 | 15 | +60  | 78   |
|  | 2.  | F. C. Barcelona           | Sin cambios   | 30 | 24 | 5 | 1  | 98 | 12 | +86  | 77   |
|  | 3.  | Atlético Féminas          | Sin cambios   | 30 | 22 | 3 | 5  | 83 | 24 | +59  | 69   |
|  | 4.  | Levante U. D.             | Sin cambios   | 30 | 16 | 6 | 8  | 56 | 38 | +18  | 54   |
|  | 5.  | Real Sociedad             | Sin cambios   | 30 | 16 | 5 | 9  | 50 | 33 | +17  | 53   |
|  | 6.  | Valencia Féminas          | Sin cambios   | 30 | 15 | 4 | 11 | 65 | 30 | +35  | 49   |
|  | 7.  | U.D.G. Tenerife           | Sin cambios   | 30 | 14 | 5 | 11 | 49 | 44 | +5   | 47   |
|  | 8.  | Sporting de Huelva        | Sin cambios   | 30 | 13 | 7 | 10 | 44 | 39 | +5   | 46   |
|  | 9.  | R. C. D. Espanyol         | Sin cambios   | 30 | 10 | 6 | 14 | 28 | 48 | –20  | 36   |
|  | 10. | Rayo Vallecano            | Sin cambios   | 30 | 10 | 6 | 14 | 34 | 48 | –14  | 36   |
|  | 11. | Santa Teresa C. D.        | Crecimiento   | 30 | 9  | 5 | 16 | 43 | 62 | –19  | 32   |
|  | 12. | C. D. Transportes Alcaine | Decrecimiento | 30 | 10 | 2 | 18 | 38 | 68 | –30  | 32   |
|  | 13. | Fundación Albacete        | Sin cambios   | 30 | 6  | 7 | 17 | 47 | 93 | –46  | 25   |
|  | 14. | Oiartzun K. E.            | Sin cambios   | 30 | 6  | 6 | 18 | 24 | 67 | –43  | 24   |
|  | 15. | Oviedo Moderno C. F. (D)  | Sin cambios   | 30 | 2  | 5 | 23 | 21 | 78 | –57  | 11   |
|  | 16. | U. D. Collerense (D)      | Sin cambios   | 30 | 1  | 7 | 22 | 28 | 84 | –56  | 10   |

(D) Descendido (C) Campeón
|  | Clasificado para la Liga de Campeones 2016-17 y la Copa de la Reina 2016 |
|  | Clasificado para la Copa de la Reina 2016                                |
|  | Desciende a Segunda División 2016-17                                     |

### Evolución de la clasificación
| Equipo / Jornada          | 1  | 2  | 3  | 4  | 5  | 6  | 7  | 8  | 9  | 10 | 11 | 12 | 13 | 14 | 15 | 16 | 17 | 18 | 19 | 20 | 21 | 22 | 23 | 24 | 25 | 26 | 27 | 28 | 29 | 30 |
| Equipo / Jornada          |    |    |    |    |    |    |    |    |    |    |    |    |    |    |    |    |    |    |    |    |    |    |    |    |    |    |    |    |    |    |
| ------------------------- | -- | -- | -- | -- | -- | -- | -- | -- | -- | -- | -- | -- | -- | -- | -- | -- | -- | -- | -- | -- | -- | -- | -- | -- | -- | -- | -- | -- | -- | -- |
| Athletic Club             | 5  | 2  | 5  | 4  | 4  | 4  | 2  | 2  | 2  | 2  | 2  | 1  | 1  | 1  | 1  | 1  | 1  | 1  | 1  | 1  | 1  | 1  | 1  | 1  | 1  | 1  | 1  | 1  | 1  | 1  |
| F. C. Barcelona           | 2  | 1  | 3  | 2  | 2  | 2  | 3  | 3  | 3  | 3  | 3  | 3  | 2  | 2  | 2  | 2  | 2  | 2  | 2  | 2  | 2  | 2  | 2  | 2  | 2  | 2  | 2  | 2  | 2  | 2  |
| Atlético Féminas          | 1  | 4  | 2  | 1  | 1  | 1  | 1  | 1  | 1  | 1  | 1  | 2  | 3  | 3  | 3  | 3  | 3  | 3  | 3  | 3  | 3  | 3  | 3  | 3  | 3  | 3  | 3  | 3  | 3  | 3  |
| Levante U. D.             | 14 | 16 | 16 | 16 | 15 | 11 | 9  | 6  | 6  | 7  | 6  | 6  | 5  | 7  | 6  | 6  | 6  | 5  | 5  | 5  | 6  | 6  | 5  | 5  | 5  | 5  | 5  | 5  | 4  | 4  |
| Real Sociedad             | 7  | 5  | 4  | 3  | 3  | 3  | 4  | 4  | 4  | 4  | 4  | 4  | 4  | 4  | 4  | 4  | 4  | 4  | 4  | 4  | 4  | 4  | 4  | 4  | 4  | 4  | 4  | 4  | 5  | 5  |
| Valencia Féminas          | 5  | 7  | 9  | 11 | 13 | 10 | 8  | 9  | 10 | 10 | 10 | 9  | 8  | 6  | 7  | 5  | 5  | 6  | 6  | 6  | 5  | 5  | 6  | 6  | 6  | 6  | 6  | 7  | 6  | 6  |
| U.D.G. Tenerife           | 11 | 13 | 11 | 7  | 5  | 5  | 5  | 5  | 5  | 5  | 5  | 5  | 7  | 8  | 8  | 9  | 7  | 8  | 8  | 8  | 7  | 7  | 7  | 7  | 7  | 7  | 7  | 6  | 7  | 7  |
| Sporting de Huelva        | 7  | 11 | 6  | 9  | 10 | 12 | 13 | 10 | 8  | 8  | 7  | 7  | 9  | 9  | 9  | 8  | 9  | 7  | 7  | 7  | 8  | 8  | 8  | 8  | 8  | 8  | 8  | 8  | 8  | 8  |
| R. C. D. Espanyol         | 14 | 10 | 12 | 8  | 9  | 6  | 6  | 7  | 9  | 9  | 9  | 8  | 6  | 5  | 5  | 7  | 8  | 9  | 9  | 9  | 9  | 9  | 9  | 9  | 11 | 11 | 11 | 9  | 9  | 9  |
| Rayo Vallecano            | 16 | 15 | 15 | 13 | 14 | 15 | 15 | 14 | 15 | 12 | 12 | 12 | 11 | 11 | 11 | 12 | 12 | 12 | 13 | 12 | 12 | 10 | 10 | 10 | 9  | 10 | 9  | 10 | 10 | 10 |
| Santa Teresa C. D.        | 2  | 8  | 10 | 11 | 12 | 14 | 12 | 13 | 14 | 15 | 14 | 13 | 14 | 12 | 12 | 11 | 11 | 11 | 11 | 10 | 10 | 11 | 12 | 13 | 12 | 14 | 12 | 12 | 12 | 11 |
| C. D. Transportes Alcaine | 2  | 3  | 1  | 5  | 6  | 7  | 7  | 8  | 7  | 6  | 8  | 10 | 10 | 10 | 10 | 10 | 10 | 10 | 10 | 11 | 11 | 12 | 11 | 11 | 10 | 9  | 10 | 11 | 11 | 12 |
| Fundación Albacete        | 7  | 6  | 8  | 6  | 8  | 9  | 11 | 12 | 13 | 14 | 13 | 14 | 13 | 14 | 14 | 14 | 14 | 14 | 14 | 14 | 14 | 14 | 14 | 14 | 14 | 12 | 13 | 13 | 13 | 13 |
| Oiartzun K. E.            | 7  | 12 | 7  | 10 | 7  | 8  | 10 | 11 | 12 | 11 | 11 | 11 | 12 | 13 | 13 | 13 | 13 | 13 | 12 | 13 | 13 | 13 | 13 | 12 | 13 | 13 | 14 | 14 | 14 | 14 |
| Oviedo Moderno C. F.      | 11 | 9  | 13 | 14 | 11 | 13 | 14 | 15 | 11 | 13 | 15 | 15 | 15 | 15 | 15 | 15 | 15 | 16 | 16 | 16 | 15 | 15 | 15 | 15 | 15 | 15 | 15 | 15 | 15 | 15 |
| U. D. Collerense          | 11 | 14 | 14 | 15 | 16 | 16 | 16 | 16 | 16 | 16 | 16 | 16 | 16 | 16 | 16 | 16 | 16 | 15 | 15 | 15 | 16 | 16 | 16 | 16 | 16 | 16 | 16 | 16 | 16 | 16 |

- Nota: Posiciones de Valencia Féminas y Santa Teresa C. D. con un partido pendiente desde la jornada 3 hasta la 10 inclusive por el aplazamiento del encuentro entre ambos en la jornada 3 debido a las condiciones meteorológicas.

## Resultados

### Primera vuelta
| Valencia Féminas          | 2-0 | R. C. D. Espanyol         | Ciudad deportiva de Paterna  | 5 de septiembre | 17:30 | [ 5 ] |
| U. D. Granadilla Tenerife | 1-3 | F. C. Barcelona           | Estadio La Palmera           | 6 de septiembre | 11:00 | [ 5 ] |
| Santa Teresa C. D.        | 3-1 | U. D. Collerense          | I. D. M. El Vivero           | 6 de septiembre | 11:45 | [ 5 ] |
| Levante U. D.             | 0-2 | Athletic Club             | El Terrer de Paiporta        | 6 de septiembre | 12:00 | [ 5 ] |
| Oviedo Moderno C. F.      | 1-3 | C. D. Transportes Alcaine | Manuel Díaz Vega             | 6 de septiembre | 12:00 | [ 5 ] |
| Oiartzun K. E.            | 2-2 | Sporting de Huelva        | Karla Lekuona                | 6 de septiembre | 12:00 | [ 5 ] |
| Real Sociedad             | 2-2 | Fundación Albacete        | Instalaciones de Zubieta     | 6 de septiembre | 12:00 | [ 5 ] |
| Atlético Féminas          | 3-0 | Rayo Vallecano            | Miniestadio Cerro del Espino | 6 de septiembre | 12:30 | [ 5 ] |

| Rayo Vallecano            | 0-1 | Oviedo Moderno C. F.      | Ciudad deportiva Rayo Vallecano | 12 de septiembre | 18:30 | [ 6 ] |
| C. D. Transportes Alcaine | 1-0 | U. D. Granadilla Tenerife | Pedro Sancho                    | 13 de septiembre | 11:00 | [ 6 ] |
| U. D. Collerense          | 0-2 | Real Sociedad             | Can Caimari                     | 13 de septiembre | 11:00 | [ 6 ] |
| Athletic Club             | 3-2 | Valencia Féminas          | Instalaciones de Lezama         | 13 de septiembre | 11:30 | [ 6 ] |
| Fundación Albacete        | 4-3 | Oiartzun K. E.            | Ciudad deportiva Andrés Iniesta | 13 de septiembre | 12:00 | [ 6 ] |
| Sporting de Huelva        | 1-1 | Atlético Féminas          | Campos Federativos de La Orden  | 13 de septiembre | 12:30 | [ 6 ] |
| R. C. D. Espanyol         | 1-0 | Santa Teresa C. D.        | Ciutat Esportiva Dani Jarque    | 13 de septiembre | 14:30 | [ 6 ] |
| F. C. Barcelona           | 7-1 | Levante U. D.             | Ciudad deportiva Joan Gamper    | 13 de septiembre | 17:30 | [ 6 ] |

| Real Sociedad             | 2-0 | R. C. D. Espanyol         | Instalaciones de Zubieta     | 26 de septiembre | 18:15 | [ 7 ] |
| Oiartzun K. E.            | 2-1 | U. D. Collerense          | Karla Lekuona                | 27 de septiembre | 11:00 | [ 7 ] |
| Athletic Club             | 1-1 | F. C. Barcelona           | Instalaciones de Lezama      | 27 de septiembre | 11:30 | [ 7 ] |
| U. D. Granadilla Tenerife | 3-0 | Rayo Vallecano            | Estadio La Palmera           | 27 de septiembre | 12:00 | [ 7 ] |
| Oviedo Moderno C. F.      | 0-4 | Sporting de Huelva        | Manuel Díaz Vega             | 27 de septiembre | 12:30 | [ 7 ] |
| Atlético Féminas          | 9-1 | Fundación Albacete        | Miniestadio Cerro del Espino | 27 de septiembre | 13:00 | [ 7 ] |
| Levante U. D.             | 2-3 | C. D. Transportes Alcaine | El Terrer de Paiporta        | 27 de septiembre | 17:00 | [ 7 ] |
| Valencia Féminas          | 2-2 | Santa Teresa C. D.        | Ciudad deportiva de Paterna  | 8 de diciembre   | 12:00 | [ 7 ] |

| C. D. Transportes Alcaine | 0-1 | Athletic Club             | Pedro Sancho                    | 3 de octubre | 17:30 | [ 8 ] |
| Rayo Vallecano            | 2-0 | Levante U. D.             | Ciudad deportiva Rayo Vallecano | 3 de octubre | 18:30 | [ 8 ] |
| Fundación Albacete        | 3-2 | Oviedo Moderno C. F.      | Ciudad deportiva Andrés Iniesta | 3 de octubre | 18:45 | [ 8 ] |
| Santa Teresa C. D.        | 1-3 | Real Sociedad             | I. D. M. El Vivero              | 4 de octubre | 11:45 | [ 8 ] |
| F. C. Barcelona           | 2-0 | Valencia Féminas          | Ciudad deportiva Joan Gamper    | 4 de octubre | 12:00 | [ 8 ] |
| R. C. D. Espanyol         | 2-1 | Oiartzun K. E.            | Ciutat Esportiva Dani Jarque    | 4 de octubre | 12:15 | [ 8 ] |
| U. D. Collerense          | 0-5 | Atlético Féminas          | Can Caimari                     | 4 de octubre | 12:30 | [ 8 ] |
| Sporting de Huelva        | 0-2 | U. D. Granadilla Tenerife | Campos Federativos de La Orden  | 4 de octubre | 12:30 | [ 8 ] |

| Oviedo Moderno C. F.      | 0-0 | U. D. Collerense          | Manuel Díaz Vega             | 10 de octubre | 19:00 | [ 9 ] |
| U. D. Granadilla Tenerife | 1-0 | Fundación Albacete        | Estadio La Palmera           | 11 de octubre | 11:00 | [ 9 ] |
| Athletic Club             | 1-0 | Rayo Vallecano            | Instalaciones de Lezama      | 11 de octubre | 11:30 | [ 9 ] |
| Oiartzun K. E.            | 3-2 | Santa Teresa C. D.        | Karla Lekuona                | 11 de octubre | 12:00 | [ 9 ] |
| Valencia Féminas          | 1-2 | Real Sociedad             | Ciudad deportiva de Paterna  | 11 de octubre | 12:00 | [ 9 ] |
| Levante U. D.             | 4-0 | Sporting de Huelva        | El Terrer de Paiporta        | 11 de octubre | 12:00 | [ 9 ] |
| Atlético Féminas          | 3-0 | R. C. D. Espanyol         | Miniestadio Cerro del Espino | 11 de octubre | 12:30 | [ 9 ] |
| F. C. Barcelona           | 6-0 | C. D. Transportes Alcaine | Ciudad deportiva Joan Gamper | 11 de octubre | 18:30 | [ 9 ] |

| U. D. Collerense          | 1-2 | U. D. Granadilla Tenerife | Can Caimari                     | 18 de octubre | 11:00 | [ 10 ] |
| Real Sociedad             | 3-0 | Oiartzun K. E.            | Instalaciones de Zubieta        | 18 de octubre | 11:30 | [ 10 ] |
| Santa Teresa C. D.        | 0-1 | Atlético Féminas          | I. D. M. El Vivero              | 18 de octubre | 11:45 | [ 10 ] |
| C. D. Transportes Alcaine | 0-2 | Valencia Féminas          | Pedro Sancho                    | 18 de octubre | 12:00 | [ 10 ] |
| Rayo Vallecano            | 1-2 | F. C. Barcelona           | Ciudad deportiva Rayo Vallecano | 18 de octubre | 12:00 | [ 10 ] |
| R. C. D. Espanyol         | 4-0 | Oviedo Moderno C. F.      | Ciutat Esportiva Dani Jarque    | 18 de octubre | 12:15 | [ 10 ] |
| Sporting de Huelva        | 0-2 | Athletic Club             | Campos Federativos de La Orden  | 18 de octubre | 12:30 | [ 10 ] |
| Fundación Albacete        | 1-6 | Levante U. D.             | Ciudad deportiva Andrés Iniesta | 18 de octubre | 16:00 | [ 10 ] |

| U. D. Granadilla Tenerife | 2-3 | R. C. D. Espanyol  | La Hoya del Pozo             | 31 de octubre  | 18:00 | [ 11 ] |
| Levante U. D.             | 4-0 | U. D. Collerense   | El Terrer de Paiporta        | 1 de noviembre | 11:15 | [ 11 ] |
| Athletic Club             | 5-1 | Fundación Albacete | Instalaciones de Lezama      | 1 de noviembre | 11:30 | [ 11 ] |
| C. D. Transportes Alcaine | 2-0 | Rayo Vallecano     | Pedro Sancho                 | 1 de noviembre | 12:00 | [ 11 ] |
| F. C. Barcelona           | 1-1 | Sporting de Huelva | Ciudad deportiva Joan Gamper | 1 de noviembre | 12:00 | [ 11 ] |
| Valencia Féminas          | 8-0 | Oiartzun K. E.     | Ciudad deportiva de Paterna  | 1 de noviembre | 12:00 | [ 11 ] |
| Atlético Féminas          | 2-1 | Real Sociedad      | Miniestadio Cerro del Espino | 1 de noviembre | 12:30 | [ 11 ] |
| Oviedo Moderno C. F.      | 0-1 | Santa Teresa C. D. | Manuel Díaz Vega             | 1 de noviembre | 12:30 | [ 11 ] |

| Oiartzun K. E.     | 0-5  | Atlético Féminas          | Karla Lekuona                   | 7 de noviembre | 15:30 | [ 12 ] |
| Real Sociedad      | 3-0  | Oviedo Moderno C. F.      | Instalaciones de Zubieta        | 7 de noviembre | 18:30 | [ 12 ] |
| R. C. D. Espanyol  | 0-2  | Levante U. D.             | Ciutat Esportiva Dani Jarque    | 7 de noviembre | 19:00 | [ 12 ] |
| U. D. Collerense   | 0-3  | Athletic Club             | Can Caimari                     | 8 de noviembre | 11:00 | [ 12 ] |
| Santa Teresa C. D. | 1-4  | U. D. Granadilla Tenerife | I. D. M. El Vivero              | 8 de noviembre | 11:45 | [ 12 ] |
| Fundación Albacete | 0-10 | F. C. Barcelona           | Ciudad deportiva Andrés Iniesta | 8 de noviembre | 12:00 | [ 12 ] |
| Rayo Vallecano     | 1-1  | Valencia Féminas          | Ciudad deportiva Rayo Vallecano | 8 de noviembre | 12:30 | [ 12 ] |
| Sporting de Huelva | 3-1  | C. D. Transportes Alcaine | Campos Federativos de La Orden  | 8 de noviembre | 12:30 | [ 12 ] |

| Oviedo Moderno C. F.      | 3-1 | Oiartzun K. E.     | Manuel Díaz Vega                | 14 de noviembre | 16:30 | [ 13 ] |
| U. D. Granadilla Tenerife | 3-0 | Real Sociedad      | Estadio La Palmera              | 15 de noviembre | 11:00 | [ 13 ] |
| Valencia Féminas          | 0-2 | Atlético Féminas   | Ciudad deportiva de Paterna     | 15 de noviembre | 11:00 | [ 13 ] |
| Athletic Club             | 5-0 | R. C. D. Espanyol  | Instalaciones de Lezama         | 15 de noviembre | 11:30 | [ 13 ] |
| Levante U. D.             | 4-0 | Santa Teresa C. D. | El Terrer de Paiporta           | 15 de noviembre | 12:00 | [ 13 ] |
| C. D. Transportes Alcaine | 3-0 | Fundación Albacete | Pedro Sancho                    | 15 de noviembre | 12:00 | [ 13 ] |
| F. C. Barcelona           | 2-1 | U. D. Collerense   | Ciudad deportiva Joan Gamper    | 15 de noviembre | 12:00 | [ 13 ] |
| Rayo Vallecano            | 0-1 | Sporting de Huelva | Ciudad deportiva Rayo Vallecano | 15 de noviembre | 12:30 | [ 13 ] |

| R. C. D. Espanyol  | 0-0 | F. C. Barcelona           | Ciutat Esportiva Dani Jarque    | 21 de noviembre | 16:00 | [ 14 ] |
| Oiartzun K. E.     | 2-0 | U. D. Granadilla Tenerife | Karla Lekuona                   | 22 de noviembre | 11:00 | [ 14 ] |
| U. D. Collerense   | 2-2 | C. D. Transportes Alcaine | Can Caimari                     | 22 de noviembre | 11:00 | [ 14 ] |
| Santa Teresa C. D. | 0-1 | Athletic Club             | I. D. M. El Vivero              | 22 de noviembre | 11:45 | [ 14 ] |
| Fundación Albacete | 2-3 | Rayo Vallecano            | Ciudad deportiva Andrés Iniesta | 22 de noviembre | 12:00 | [ 14 ] |
| Sporting de Huelva | 1-0 | Valencia Féminas          | Campos Federativos de La Orden  | 22 de noviembre | 12:30 | [ 14 ] |
| Real Sociedad      | 4-0 | Levante U. D.             | Instalaciones de Zubieta        | 22 de noviembre | 13:15 | [ 14 ] |
| Atlético Féminas   | 5-1 | Oviedo Moderno C. F.      | Miniestadio Cerro del Espino    | 22 de noviembre | 16:00 | [ 14 ] |

| Athletic Club             | 5-0 | Real Sociedad        | Instalaciones de Lezama         | 5 de diciembre | 12:00 | [ 15 ] |
| Valencia Féminas          | 2-0 | Oviedo Moderno C. F. | Ciudad deportiva de Paterna     | 5 de diciembre | 13:30 | [ 15 ] |
| F. C. Barcelona           | 5-1 | Santa Teresa C. D.   | Ciudad deportiva Joan Gamper    | 6 de diciembre | 12:00 | [ 15 ] |
| C. D. Transportes Alcaine | 0-1 | R. C. D. Espanyol    | Pedro Sancho                    | 6 de diciembre | 12:00 | [ 15 ] |
| Rayo Vallecano            | 2-1 | U. D. Collerense     | Ciudad deportiva Rayo Vallecano | 6 de diciembre | 12:00 | [ 15 ] |
| U. D. Granadilla Tenerife | 0-1 | Atlético Féminas     | Campo de fútbol de La Salud     | 6 de diciembre | 12:00 | [ 15 ] |
| Levante U. D.             | 1-1 | Oiartzun K. E.       | El Terrer de Paiporta           | 6 de diciembre | 12:15 | [ 15 ] |
| Sporting de Huelva        | 2-2 | Fundación Albacete   | Pepe San Andrés                 | 6 de diciembre | 12:30 | [ 15 ] |

| Real Sociedad        | 0-3 | F. C. Barcelona           | Instalaciones de Zubieta        | 12 de diciembre | 12:00 | [ 16 ] |
| Atlético Féminas     | 1-2 | Levante U. D.             | Miniestadio Cerro del Espino    | 12 de diciembre | 16:00 | [ 16 ] |
| Oviedo Moderno C. F. | 1-4 | U. D. Granadilla Tenerife | Manuel Díaz Vega                | 13 de diciembre | 11:00 | [ 16 ] |
| U. D. Collerense     | 0-4 | Sporting de Huelva        | Can Caimari                     | 13 de diciembre | 11:00 | [ 16 ] |
| Santa Teresa C. D.   | 2-0 | C. D. Transportes Alcaine | I. D. M. El Vivero              | 13 de diciembre | 11:45 | [ 16 ] |
| Oiartzun K. E.       | 0-4 | Athletic Club             | Karla Lekuona                   | 13 de diciembre | 12:00 | [ 16 ] |
| R. C. D. Espanyol    | 2-1 | Rayo Vallecano            | Ciutat Esportiva Dani Jarque    | 13 de diciembre | 12:15 | [ 16 ] |
| Fundación Albacete   | 2-6 | Valencia Féminas          | Ciudad deportiva Andrés Iniesta | 13 de diciembre | 12:30 | [ 16 ] |

| C. D. Transportes Alcaine | 1-2 | Real Sociedad             | Pedro Sancho                    | 9 de enero  | 17:00 | [ 17 ] |
| Fundación Albacete        | 3-2 | U. D. Collerense          | Ciudad deportiva Andrés Iniesta | 10 de enero | 11:00 | [ 17 ] |
| Rayo Vallecano            | 2-1 | Santa Teresa C. D.        | Ciudad deportiva Rayo Vallecano | 10 de enero | 11:00 | [ 17 ] |
| Athletic Club             | 3-0 | Atlético Féminas          | Instalaciones de Lezama         | 10 de enero | 11:30 | [ 17 ] |
| Valencia Féminas          | 3-0 | U. D. Granadilla Tenerife | Ciudad deportiva de Paterna     | 10 de enero | 11:45 | [ 17 ] |
| Levante U. D.             | 3-1 | Oviedo Moderno C. F.      | El Terrer de Paiporta           | 10 de enero | 12:00 | [ 17 ] |
| F. C. Barcelona           | 2-0 | Oiartzun K. E.            | Ciudad deportiva Joan Gamper    | 10 de enero | 12:00 | [ 17 ] |
| Sporting de Huelva        | 0-1 | R. C. D. Espanyol         | Campos Federativos de La Orden  | 10 de enero | 12:30 | [ 17 ] |

| Atlético Féminas          | 0-0 | F. C. Barcelona           | Miniestadio Cerro del Espino | 16 de enero | 11:45 | [ 18 ] |
| Oviedo Moderno C. F.      | 0-2 | Athletic Club             | Manuel Díaz Vega             | 16 de enero | 17:00 | [ 18 ] |
| Valencia Féminas          | 3-1 | U. D. Collerense          | Municipal de Beniferri       | 17 de enero | 11:00 | [ 18 ] |
| U. D. Granadilla Tenerife | 0-0 | Levante U. D.             | La Hoya del Pozo             | 17 de enero | 11:30 | [ 18 ] |
| Santa Teresa C. D.        | 3-2 | Sporting de Huelva        | I. D. M. El Vivero           | 17 de enero | 11:45 | [ 18 ] |
| Real Sociedad             | 3-1 | Rayo Vallecano            | Instalaciones de Zubieta     | 17 de enero | 12:00 | [ 18 ] |
| R. C. D. Espanyol         | 2-1 | Fundación Albacete        | Ciutat Esportiva Dani Jarque | 17 de enero | 12:15 | [ 18 ] |
| Oiartzun K. E.            | 1-2 | C. D. Transportes Alcaine | Karla Lekuona                | 17 de enero | 15:30 | [ 18 ] |

| Levante U. D.             | 0-0 | Valencia Féminas          | El Terrer de Paiporta           | 30 de enero | 11:45 | [ 19 ] |
| Rayo Vallecano            | 1-1 | Oiartzun K. E.            | Ciudad deportiva Rayo Vallecano | 31 de enero | 11:00 | [ 19 ] |
| Athletic Club             | 5-1 | U. D. Granadilla Tenerife | Instalaciones de Lezama         | 31 de enero | 11:30 | [ 19 ] |
| Fundación Albacete        | 4-4 | Santa Teresa C. D.        | Ciudad deportiva Andrés Iniesta | 31 de enero | 12:00 | [ 19 ] |
| U. D. Collerense          | 1-0 | R. C. D. Espanyol         | Can Caimari                     | 31 de enero | 12:00 | [ 19 ] |
| F. C. Barcelona           | 8-0 | Oviedo Moderno C. F.      | Ciudad deportiva Joan Gamper    | 31 de enero | 12:00 | [ 19 ] |
| C. D. Transportes Alcaine | 1-6 | Atlético Féminas          | Pedro Sancho                    | 31 de enero | 12:00 | [ 19 ] |
| Sporting de Huelva        | 0-0 | Real Sociedad             | Campos Federativos de La Orden  | 31 de enero | 16:00 | [ 19 ] |

### Segunda vuelta
| Rayo Vallecano            | 0-3 | Atlético Féminas          | Ciudad deportiva Rayo Vallecano | 6 de febrero | 11:45 | [ 20 ] |
| Athletic Club             | 0-0 | Levante U. D.             | Instalaciones de Lezama         | 7 de febrero | 12:00 | [ 20 ] |
| F. C. Barcelona           | 3-0 | U. D. Granadilla Tenerife | Ciudad deportiva Joan Gamper    | 7 de febrero | 12:00 | [ 20 ] |
| C. D. Transportes Alcaine | 1-0 | Oviedo Moderno C. F.      | Pedro Sancho                    | 7 de febrero | 12:00 | [ 20 ] |
| Fundación Albacete        | 0-6 | Real Sociedad             | Ciudad deportiva Andrés Iniesta | 7 de febrero | 12:00 | [ 20 ] |
| U. D. Collerense          | 2-2 | Santa Teresa C. D.        | Can Caimari                     | 7 de febrero | 12:00 | [ 20 ] |
| R. C. D. Espanyol         | 0-4 | Valencia Féminas          | Ciutat Esportiva Dani Jarque    | 7 de febrero | 12:00 | [ 20 ] |
| Sporting de Huelva        | 3-0 | Oiartzun K. E.            | Campos Federativos de La Orden  | 7 de febrero | 12:30 | [ 20 ] |

| Valencia Féminas          | 1-2 | Athletic Club             | Municipal de Beniferri       | 20 de febrero | 11:45 | [ 21 ] |
| U. D. Granadilla Tenerife | 4-0 | C. D. Transportes Alcaine | La Hoya del Pozo             | 20 de febrero | 19:30 | [ 21 ] |
| Oviedo Moderno C. F.      | 1-2 | Rayo Vallecano            | Manuel Díaz Vega             | 21 de febrero | 11:00 | [ 21 ] |
| Real Sociedad             | 3-1 | U. D. Collerense          | Instalaciones de Zubieta     | 21 de febrero | 11:00 | [ 21 ] |
| Santa Teresa C. D.        | 3-1 | R. C. D. Espanyol         | I. D. M. El Vivero           | 21 de febrero | 11:45 | [ 21 ] |
| Levante U. D.             | 0-1 | F. C. Barcelona           | El Terrer de Paiporta        | 21 de febrero | 12:00 | [ 21 ] |
| Oiartzun K. E.            | 1-0 | Fundación Albacete        | Karla Lekuona                | 21 de febrero | 12:00 | [ 21 ] |
| Atlético Féminas          | 3-1 | Sporting de Huelva        | Miniestadio Cerro del Espino | 21 de febrero | 12:30 | [ 21 ] |

| R. C. D. Espanyol         | 0-0 | Real Sociedad             | Ciutat Esportiva Dani Jarque    | 28 de febrero | 11:45 | [ 22 ] |
| C. D. Transportes Alcaine | 1-2 | Levante U. D.             | Pedro Sancho                    | 28 de febrero | 17:00 | [ 22 ] |
| U. D. Collerense          | 2-2 | Oiartzun K. E.            | Can Caimari                     | 29 de febrero | 11:00 | [ 22 ] |
| Rayo Vallecano            | 1-1 | U. D. Granadilla Tenerife | Ciudad deportiva Rayo Vallecano | 29 de febrero | 11:30 | [ 22 ] |
| Santa Teresa C. D.        | 2-0 | Valencia Féminas          | I. D. M. El Vivero              | 29 de febrero | 11:45 | [ 22 ] |
| F. C. Barcelona           | 1-1 | Athletic Club             | Miniestadi                      | 29 de febrero | 12:00 | [ 22 ] |
| Sporting de Huelva        | 3-2 | Oviedo Moderno C. F.      | Campos Federativos de La Orden  | 29 de febrero | 12:00 | [ 22 ] |
| Fundación Albacete        | 1-3 | Atlético Féminas          | Ciudad deportiva Andrés Iniesta | 29 de febrero | 13:00 | [ 22 ] |

| Valencia Féminas          | Por confirmar | F. C. Barcelona           | Municipal de Beniferri       | 13 de marzo | Por confirmar |
| Athletic Club             | Por confirmar | C. D. Transportes Alcaine | Instalaciones de Lezama      | 13 de marzo | Por confirmar |
| Levante U. D.             | Por confirmar | Rayo Vallecano            | Polideportivo de Nazaret     | 13 de marzo | Por confirmar |
| U. D. Granadilla Tenerife | Por confirmar | Sporting de Huelva        | Francisco Suárez             | 13 de marzo | Por confirmar |
| Oviedo Moderno C. F.      | Por confirmar | Fundación Albacete        | Manuel Díaz Vega             | 13 de marzo | Por confirmar |
| Atlético Féminas          | Por confirmar | U. D. Collerense          | Miniestadio Cerro del Espino | 13 de marzo | Por confirmar |
| Oiartzun K. E.            | Por confirmar | R. C. D. Espanyol         | Karla Lekuona                | 13 de marzo | Por confirmar |
| Real Sociedad             | Por confirmar | Santa Teresa C. D.        | Instalaciones de Zubieta     | 13 de marzo | Por confirmar |

| C. D. Transportes Alcaine | Por confirmar | F. C. Barcelona           | Pedro Sancho                    | 20 de marzo | Por confirmar |
| Rayo Vallecano            | Por confirmar | Athletic Club             | Ciudad deportiva Rayo Vallecano | 20 de marzo | Por confirmar |
| Sporting de Huelva        | Por confirmar | Levante U. D.             | Campos Federativos de La Orden  | 20 de marzo | Por confirmar |
| Fundación Albacete        | Por confirmar | U. D. Granadilla Tenerife | Ciudad deportiva Andrés Iniesta | 20 de marzo | Por confirmar |
| U. D. Collerense          | Por confirmar | Oviedo Moderno C. F.      | Can Caimari                     | 20 de marzo | Por confirmar |
| R. C. D. Espanyol         | Por confirmar | Atlético Féminas          | Ciutat Esportiva Dani Jarque    | 20 de marzo | Por confirmar |
| Santa Teresa C. D.        | Por confirmar | Oiartzun K. E.            | I. D. M. El Vivero              | 20 de marzo | Por confirmar |
| Real Sociedad             | Por confirmar | Valencia Féminas          | Instalaciones de Zubieta        | 20 de marzo | Por confirmar |

| Valencia Féminas          | Por confirmar | C. D. Transportes Alcaine | Municipal de Beniferri       | 27 de marzo | Por confirmar |
| F. C. Barcelona           | Por confirmar | Rayo Vallecano            | Ciudad deportiva Joan Gamper | 27 de marzo | Por confirmar |
| Athletic Club             | Por confirmar | Sporting de Huelva        | Instalaciones de Lezama      | 27 de marzo | Por confirmar |
| Levante U. D.             | Por confirmar | Fundación Albacete        | Polideportivo de Nazaret     | 27 de marzo | Por confirmar |
| U. D. Granadilla Tenerife | Por confirmar | U. D. Collerense          | Francisco Suárez             | 27 de marzo | Por confirmar |
| Oviedo Moderno C. F.      | Por confirmar | R. C. D. Espanyol         | Manuel Díaz Vega             | 27 de marzo | Por confirmar |
| Atlético Féminas          | Por confirmar | Santa Teresa C. D.        | Miniestadio Cerro del Espino | 27 de marzo | Por confirmar |
| Oiartzun K. E.            | Por confirmar | Real Sociedad             | Karla Lekuona                | 27 de marzo | Por confirmar |

| Rayo Vallecano     | Por confirmar | C. D. Transportes Alcaine | Ciudad deportiva Rayo Vallecano | 3 de abril | Por confirmar |
| Sporting de Huelva | Por confirmar | F. C. Barcelona           | Campos Federativos de La Orden  | 3 de abril | Por confirmar |
| Fundación Albacete | Por confirmar | Athletic Club             | Ciudad deportiva Andrés Iniesta | 3 de abril | Por confirmar |
| U. D. Collerense   | Por confirmar | Levante U. D.             | Can Caimari                     | 3 de abril | Por confirmar |
| R. C. D. Espanyol  | Por confirmar | U. D. Granadilla Tenerife | Ciutat Esportiva Dani Jarque    | 3 de abril | Por confirmar |
| Santa Teresa C. D. | Por confirmar | Oviedo Moderno C. F.      | I. D. M. El Vivero              | 3 de abril | Por confirmar |
| Real Sociedad      | Por confirmar | Atlético Féminas          | Instalaciones de Zubieta        | 3 de abril | Por confirmar |
| Oiartzun K. E.     | Por confirmar | Valencia Féminas          | Karla Lekuona                   | 3 de abril | Por confirmar |

| Valencia Féminas          | Por confirmar | Rayo Vallecano     | Municipal de Beniferri       | 17 de abril | Por confirmar |
| C. D. Transportes Alcaine | Por confirmar | Sporting de Huelva | Pedro Sancho                 | 17 de abril | Por confirmar |
| F. C. Barcelona           | Por confirmar | Fundación Albacete | Ciudad deportiva Joan Gamper | 17 de abril | Por confirmar |
| Athletic Club             | Por confirmar | U. D. Collerense   | Instalaciones de Lezama      | 17 de abril | Por confirmar |
| Levante U. D.             | Por confirmar | R. C. D. Espanyol  | Polideportivo de Nazaret     | 17 de abril | Por confirmar |
| U. D. Granadilla Tenerife | Por confirmar | Santa Teresa C. D. | Francisco Suárez             | 17 de abril | Por confirmar |
| Oviedo Moderno C. F.      | Por confirmar | Real Sociedad      | Manuel Díaz Vega             | 17 de abril | Por confirmar |
| Atlético Féminas          | Por confirmar | Oiartzun K. E.     | Miniestadio Cerro del Espino | 17 de abril | Por confirmar |

| Sporting de Huelva | Por confirmar | Rayo Vallecano            | Campos Federativos de La Orden  | 24 de abril | Por confirmar |
| Fundación Albacete | Por confirmar | C. D. Transportes Alcaine | Ciudad deportiva Andrés Iniesta | 24 de abril | Por confirmar |
| U. D. Collerense   | Por confirmar | F. C. Barcelona           | Can Caimari                     | 24 de abril | Por confirmar |
| R. C. D. Espanyol  | Por confirmar | Athletic Club             | Ciutat Esportiva Dani Jarque    | 24 de abril | Por confirmar |
| Santa Teresa C. D. | Por confirmar | Levante U. D.             | I. D. M. El Vivero              | 24 de abril | Por confirmar |
| Real Sociedad      | Por confirmar | U. D. Granadilla Tenerife | Instalaciones de Zubieta        | 24 de abril | Por confirmar |
| Oiartzun K. E.     | Por confirmar | Oviedo Moderno C. F.      | Karla Lekuona                   | 24 de abril | Por confirmar |
| Atlético Féminas   | Por confirmar | Valencia Féminas          | Miniestadio Cerro del Espino    | 24 de abril | Por confirmar |

| Valencia Féminas          | Por confirmar | Sporting de Huelva | Municipal de Beniferri          | 1 de mayo | Por confirmar |
| Rayo Vallecano            | Por confirmar | Fundación Albacete | Ciudad deportiva Rayo Vallecano | 1 de mayo | Por confirmar |
| C. D. Transportes Alcaine | Por confirmar | U. D. Collerense   | Pedro Sancho                    | 1 de mayo | Por confirmar |
| F. C. Barcelona           | Por confirmar | R. C. D. Espanyol  | Ciudad deportiva Joan Gamper    | 1 de mayo | Por confirmar |
| Athletic Club             | Por confirmar | Santa Teresa C. D. | Instalaciones de Lezama         | 1 de mayo | Por confirmar |
| Levante U. D.             | Por confirmar | Real Sociedad      | Polideportivo de Nazaret        | 1 de mayo | Por confirmar |
| U. D. Granadilla Tenerife | Por confirmar | Oiartzun K. E.     | Francisco Suárez                | 1 de mayo | Por confirmar |
| Oviedo Moderno C. F.      | Por confirmar | Atlético Féminas   | Manuel Díaz Vega                | 1 de mayo | Por confirmar |

| Fundación Albacete   | Por confirmar | Sporting de Huelva        | Ciudad deportiva Andrés Iniesta | 15 de mayo | Por confirmar |
| U. D. Collerense     | Por confirmar | Rayo Vallecano            | Can Caimari                     | 15 de mayo | Por confirmar |
| R. C. D. Espanyol    | Por confirmar | C. D. Transportes Alcaine | Ciutat Esportiva Dani Jarque    | 15 de mayo | Por confirmar |
| Santa Teresa C. D.   | Por confirmar | F. C. Barcelona           | I. D. M. El Vivero              | 15 de mayo | Por confirmar |
| Real Sociedad        | Por confirmar | Athletic Club             | Instalaciones de Zubieta        | 15 de mayo | Por confirmar |
| Oiartzun K. E.       | Por confirmar | Levante U. D.             | Karla Lekuona                   | 15 de mayo | Por confirmar |
| Atlético Féminas     | Por confirmar | U. D. Granadilla Tenerife | Miniestadio Cerro del Espino    | 15 de mayo | Por confirmar |
| Oviedo Moderno C. F. | Por confirmar | Valencia Féminas          | Manuel Díaz Vega                | 15 de mayo | Por confirmar |

| Valencia Féminas          | Por confirmar | Fundación Albacete   | Municipal de Beniferri          | 22 de mayo | Por confirmar |
| Sporting de Huelva        | Por confirmar | U. D. Collerense     | Campos Federativos de La Orden  | 22 de mayo | Por confirmar |
| Rayo Vallecano            | Por confirmar | R. C. D. Espanyol    | Ciudad deportiva Rayo Vallecano | 22 de mayo | Por confirmar |
| C. D. Transportes Alcaine | Por confirmar | Santa Teresa C. D.   | Pedro Sancho                    | 22 de mayo | Por confirmar |
| F. C. Barcelona           | Por confirmar | Real Sociedad        | Ciudad deportiva Joan Gamper    | 22 de mayo | Por confirmar |
| Athletic Club             | Por confirmar | Oiartzun K. E.       | Instalaciones de Lezama         | 22 de mayo | Por confirmar |
| Levante U. D.             | Por confirmar | Atlético Féminas     | Polideportivo de Nazaret        | 22 de mayo | Por confirmar |
| U. D. Granadilla Tenerife | Por confirmar | Oviedo Moderno C. F. | Francisco Suárez                | 22 de mayo | Por confirmar |

| Real Sociedad             | 4-3 | C. D. Transportes Alcaine | Instalaciones de Zubieta     | 8 de mayo  | 12:30 | [ 23 ] |
| Atlético Féminas          | 1-2 | Athletic Club             | Miniestadio Cerro del Espino | 28 de mayo | 11:45 | [ 23 ] |
| Oviedo Moderno C. F.      | 0-3 | Levante U. D.             | Manuel Díaz Vega             | 29 de mayo | 11:00 | [ 23 ] |
| Santa Teresa C. D.        | 3-0 | Rayo Vallecano            | I. D. M. El Vivero           | 29 de mayo | 11:45 | [ 23 ] |
| U. D. Collerense          | 4-4 | Fundación Albacete        | Can Caimari                  | 29 de mayo | 12:00 | [ 23 ] |
| Oiartzun K. E.            | 0-5 | F. C. Barcelona           | Karla Lekuona                | 29 de mayo | 12:00 | [ 23 ] |
| U. D. Granadilla Tenerife | 1-0 | Valencia Féminas          | Campo de fútbol de La Salud  | 29 de mayo | 12:00 | [ 23 ] |
| R. C. D. Espanyol         | 1-0 | Sporting de Huelva        | Ciutat Esportiva Dani Jarque | 29 de mayo | 12:15 | [ 23 ] |

| Athletic Club             | 3-0 | Oviedo Moderno C. F.      | Instalaciones de Lezama         | 4 de junio | 18:00 | [ 24 ] |
| U. D. Collerense          | 0-7 | Valencia Féminas          | Campo municipal Ca Na Paulina   | 5 de junio | 11:00 | [ 24 ] |
| Rayo Vallecano            | 2-2 | Real Sociedad             | Ciudad deportiva Rayo Vallecano | 5 de junio | 11:30 | [ 24 ] |
| Levante U. D.             | 6-1 | U. D. Granadilla Tenerife | El Terrer de Paiporta           | 5 de junio | 11:30 | [ 24 ] |
| Fundación Albacete        | 0-1 | R. C. D. Espanyol         | Ciudad deportiva Andrés Iniesta | 5 de junio | 12:00 | [ 24 ] |
| C. D. Transportes Alcaine | 1-1 | Oiartzun K. E.            | Pedro Sancho                    | 5 de junio | 12:00 | [ 24 ] |
| F. C. Barcelona           | 0-1 | Atlético Féminas          | Ciudad deportiva Joan Gamper    | 5 de junio | 12:00 | [ 24 ] |
| Sporting de Huelva        | 1-0 | Santa Teresa C. D.        | Campos Federativos de La Orden  | 5 de junio | 12:15 | [ 24 ] |

| Valencia Féminas          | 3-0 | Levante U. D.             | Municipal de Beniferri       | 11 de junio | 12:00 | [ 25 ] |
| R. C. D. Espanyol         | 0-0 | U. D. Collerense          | Ciutat Esportiva Dani Jarque | 12 de junio | 12:00 | [ 25 ] |
| Santa Teresa C. D.        | 1-0 | Fundación Albacete        | I. D. M. El Vivero           | 12 de junio | 12:00 | [ 25 ] |
| Real Sociedad             | 0-1 | Sporting de Huelva        | Instalaciones de Zubieta     | 12 de junio | 12:00 | [ 25 ] |
| Oiartzun K. E.            | 0-2 | Rayo Vallecano            | Karla Lekuona                | 12 de junio | 12:00 | [ 25 ] |
| Oviedo Moderno C. F.      | 0-5 | F. C. Barcelona           | Manuel Díaz Vega             | 12 de junio | 12:00 | [ 25 ] |
| U. D. Granadilla Tenerife | 2-1 | Athletic Club             | Estadio La Palmera           | 12 de junio | 12:00 | [ 25 ] |
| Atlético Féminas          | 7-2 | C. D. Transportes Alcaine | Miniestadio Cerro del Espino | 12 de junio | 12:30 | [ 25 ] |

## Datos y estadísticas
Actualizado en la jornada 30.

### Máximas goleadoras
| Pos.           | Jugadora         | Club             | Goles |
| -------------- | ---------------- | ---------------- | ----- |
| 1.ª            | Jennifer Hermoso | F. C. Barcelona  | 24    |
| 2.ª            | Charlyn Corral   | Levante U. D.    | 22    |
| 3.ª            | Sonia Bermúdez   | Atlético Féminas | 20    |
| 4.ª            | Maripaz          | Valencia Féminas | 19    |
| 5.ª            | Esther González  | Atlético Féminas | 18    |
| 5.ª            | Alexia Putellas  | F. C. Barcelona  | 18    |
| Fuente: LaLiga |                  |                  |       |

### Triplete o más
| Jugadora            | Goles | Equipo             | Rival                     | Resultado | Jornada | Ref.   |
| ------------------- | ----- | ------------------ | ------------------------- | --------- | ------- | ------ |
| Jennifer Hermoso    | 3     | F. C. Barcelona    | Levante U. D.             | 7-1 (l)   | 2       | [ 27 ] |
| Sonia Bermúdez      | 3     | Atlético Féminas   | Fundación Albacete        | 9-1 (l)   | 3       | [ 28 ] |
| Charlyn Corral      | 3     | Levante U. D.      | Sporting de Huelva        | 4-0 (l)   | 5       | [ 29 ] |
| Mari Paz Vilas      | 4     | Valencia Féminas   | Oiartzun K. E.            | 8-0 (l)   | 7       | [ 30 ] |
| Alexia Putellas     | 4     | F. C. Barcelona    | Fundación Albacete        | 0-10 (v)  | 8       | [ 31 ] |
| Nahikari García     | 3     | Real Sociedad      | Levante U. D.             | 4-0 (l)   | 10      | [ 32 ] |
| Mari Paz Vilas      | 3     | Valencia Féminas   | Fundación Albacete        | 2-6 (v)   | 12      | [ 33 ] |
| Elisa Del Estal     | 3     | Fundación Albacete | U. D. Collerense          | 3-2 (l)   | 13      | [ 34 ] |
| Peke Barea          | 4     | Santa Teresa C. D. | Fundación Albacete        | 4-4 (v)   | 15      | [ 35 ] |
| Alexia Putellas     | 3     | F. C. Barcelona    | Oviedo Moderno            | 8-0 (l)   | 15      | [ 36 ] |
| María Díaz Cirauqui | 3     | Real Sociedad      | Fundación Albacete        | 0-6 (v)   | 16      | [ 37 ] |
| Jennifer Hermoso    | 3     | F. C. Barcelona    | R. C. D. Espanyol         | 6-1 (l)   | 25      | [ 38 ] |
| María Arranz        | 3     | Fundación Albacete | U. D. Collerense          | 4-4 (v)   | 28      | [ 39 ] |
| Sheila Guijarro     | 3     | Levante U. D.      | U.D.G. Tenerife           | 6-1 (l)   | 29      | [ 40 ] |
| Mari Paz Vilas      | 3     | Valencia Féminas   | U. D. Collerense          | 0-7 (v)   | 29      | [ 41 ] |
| Sonia Bermúdez      | 3     | Atlético Féminas   | C. D. Transportes Alcaine | 7-2 (l)   | 30      | [ 42 ] |